# サンマリノグランプリ
サンマリノグランプリ（Gran Premio di San Marino）は、1981年から2006年までイタリアで行われたF1のレース名。サンマリノ共和国の名が冠されているが、実際にはイタリアのイーモラ市にあるフェラーリ系のエンツォ・エ・ディノ・フェラーリ・サーキット（通称イモラ・サーキット）で行われていた。
シーズン序盤の南半球・熱帯のレースを転戦した後、ヨーロッパラウンドの最初に開催されるレースだった。また、フェラーリを始めその年の新車をこのレースで投入するチームも多く、新車の出来栄えが見所となるレースが展開された。

## サンマリノGPにおける事故と開催中止について
F1の1国1開催の例外であることやサーキットの安全性などから、常に開催中止の噂が絶えなかった。
1987年にはウィリアムズ・ホンダのネルソン・ピケが、1989年にはフェラーリのゲルハルト・ベルガーが、1992年の合同テストにはウィリアムズ・ルノーのリカルド・パトレーゼが、それぞれタンブレロコーナーで激しいクラッシュを起こしている。
また、1994年サンマリノGP予選中に当時ジョーダン・ハートのルーベンス・バリチェロがクラッシュして骨折、翌日にはシムテック・フォードのローランド・ラッツェンバーガーがヴィルヌーヴ・コーナーでクラッシュし死亡という事故が起こる。そして決勝ではウィリアムズ・ルノーのアイルトン・セナがタンブレロコーナーでコンクリートウォールにクラッシュし死亡する事故が発生した。またこのほかにもスタート直後のクラッシュで、タイヤがフェンスを通り越して観客が負傷、ピットを出ようとしたミケーレ・アルボレート（ミナルディ・フォード）のマシンのタイヤが外れてフェラーリとロータスのメカニックを直撃し負傷させるなどの重大な事故が相次ぎ、F1史上最悪の週末となった。
1995年にはタンブレロコーナーを改修するなどの措置をとることで死亡事故後も開催は続けられていたが、2006年からイモラ・サーキットが大規模な改修工事が行われること、また国際自動車連盟（FIA）が、「F1の世界選手権シリーズ開催を1カ国・1レースのみを厳守する（例外廃止）」という取り決めが制定されることになり、2007年のサンマリノGP中止が決まった。以後、イモラでのF1開催は2020年のエミリア・ロマーニャGPまでなかった。

## 過去の結果と開催サーキット
| 年    | 決勝日  | ラウンド | サーキット | 勝者                             | コンストラクター        | 結果 |
| ----- | ------- | -------- | ---------- | -------------------------------- | ----------------------- | ---- |
| 1981  | 5月03日 | 4        | イモラ     | ネルソン・ピケ                   | ブラバム-フォード       | 詳細 |
| 1982  | 4月25日 | 4        | イモラ     | ディディエ・ピローニ             | フェラーリ              | 詳細 |
| 1983  | 5月01日 | 4        | イモラ     | パトリック・タンベイ             | フェラーリ              | 詳細 |
| 1984  | 5月06日 | 4        | イモラ     | アラン・プロスト                 | マクラーレン-TAG        | 詳細 |
| 1985  | 5月05日 | 3        | イモラ     | エリオ・デ・アンジェリス         | ロータス-ルノー         | 詳細 |
| 1986  | 4月27日 | 3        | イモラ     | アラン・プロスト                 | マクラーレン-TAG        | 詳細 |
| 1987  | 5月03日 | 2        | イモラ     | ナイジェル・マンセル             | ウィリアムズ-ホンダ     | 詳細 |
| 1988  | 5月01日 | 2        | イモラ     | アイルトン・セナ                 | マクラーレン-ホンダ     | 詳細 |
| 1989  | 4月23日 | 2        | イモラ     | アイルトン・セナ                 | マクラーレン-ホンダ     | 詳細 |
| 1990  | 5月13日 | 3        | イモラ     | リカルド・パトレーゼ             | ウィリアムズ-ルノー     | 詳細 |
| 1991  | 4月28日 | 3        | イモラ     | アイルトン・セナ                 | マクラーレン-ホンダ     | 詳細 |
| 1992  | 5月17日 | 5        | イモラ     | ナイジェル・マンセル             | ウィリアムズ-ルノー     | 詳細 |
| 1993  | 4月25日 | 4        | イモラ     | アラン・プロスト                 | ウィリアムズ-ルノー     | 詳細 |
| 1994  | 5月01日 | 3        | イモラ     | ミハエル・シューマッハ           | ベネトン-フォード       | 詳細 |
| 1995  | 4月30日 | 3        | イモラ     | デイモン・ヒル                   | ウィリアムズ-ルノー     | 詳細 |
| 1996  | 5月05日 | 5        | イモラ     | デイモン・ヒル                   | ウィリアムズ-ルノー     | 詳細 |
| 1997  | 4月27日 | 4        | イモラ     | ハインツ＝ハラルド・フレンツェン | ウィリアムズ-ルノー     | 詳細 |
| 1998  | 4月26日 | 4        | イモラ     | デビッド・クルサード             | マクラーレン-メルセデス | 詳細 |
| 1999  | 5月02日 | 3        | イモラ     | ミハエル・シューマッハ           | フェラーリ              | 詳細 |
| 2000  | 4月09日 | 3        | イモラ     | ミハエル・シューマッハ           | フェラーリ              | 詳細 |
| 2001  | 4月15日 | 4        | イモラ     | ラルフ・シューマッハ             | ウィリアムズ-BMW        | 詳細 |
| 2002  | 4月14日 | 4        | イモラ     | ミハエル・シューマッハ           | フェラーリ              | 詳細 |
| 2003  | 4月20日 | 4        | イモラ     | ミハエル・シューマッハ           | フェラーリ              | 詳細 |
| 2004  | 4月25日 | 4        | イモラ     | ミハエル・シューマッハ           | フェラーリ              | 詳細 |
| 2005  | 4月24日 | 4        | イモラ     | フェルナンド・アロンソ           | ルノー                  | 詳細 |
| 2006  | 4月23日 | 4        | イモラ     | ミハエル・シューマッハ           | フェラーリ              | 詳細 |
| 出典: |         |          |            |                                  |                         |      |

### 過去の開催サーキット

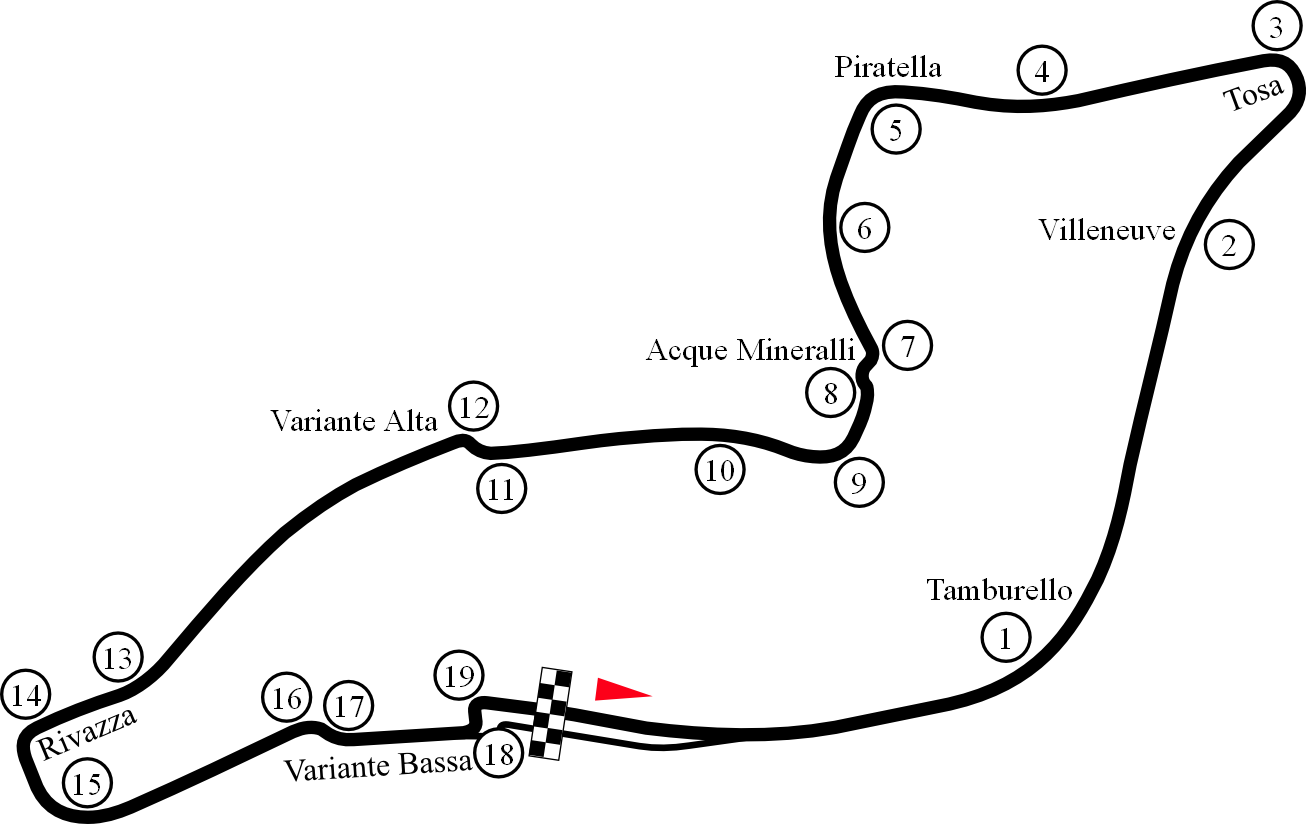
イモラ（1981-1994）
イモラ（1995-2006）

## 優勝回数
複数回勝利を挙げた者のみ対象とする。

### ドライバー
| 回数  | ドライバー             | 優勝年                                   |
| ----- | ---------------------- | ---------------------------------------- |
| 7     | ミハエル・シューマッハ | 1994, 1999, 2000, 2002, 2003, 2004, 2006 |
| 3     | アイルトン・セナ       | 1988, 1989, 1991                         |
| 3     | アラン・プロスト       | 1984, 1986, 1993                         |
| 2     | ナイジェル・マンセル   | 1987, 1992                               |
| 2     | デイモン・ヒル         | 1995, 1996                               |
| 出典: |                        |                                          |

### コンストラクター
| 回数  | コンストラクター | 優勝年                                         |
| ----- | ---------------- | ---------------------------------------------- |
| 8     | ウィリアムズ     | 1987, 1990, 1992, 1993, 1995, 1996, 1997, 2001 |
| 8     | フェラーリ       | 1982, 1983, 1999, 2000, 2002, 2003, 2004, 2006 |
| 6     | マクラーレン     | 1984, 1986, 1988, 1989, 1991, 1998             |
| 出典: |                  |                                                |

- 太字は2025年のF1世界選手権に参戦中のコンストラクター。

### エンジン
| 回数  | メーカー   | 優勝年                                         |
| ----- | ---------- | ---------------------------------------------- |
| 8     | ルノー     | 1985, 1990, 1992, 1993, 1995, 1996, 1997, 2005 |
| 8     | フェラーリ | 1982, 1983, 1999, 2000, 2002, 2003, 2004, 2006 |
| 4     | ホンダ     | 1987, 1988, 1989, 1991                         |
| 2     | TAG        | 1984, 1986                                     |
| 2     | フォード   | 1981, 1994                                     |
| 出典: |            |                                                |

- 太字は2025年のF1世界選手権に参戦中のメーカー。

1. ↑  ポルシェが製造。
2. ↑  コスワースが製造。